# De la démocratie en Amérique

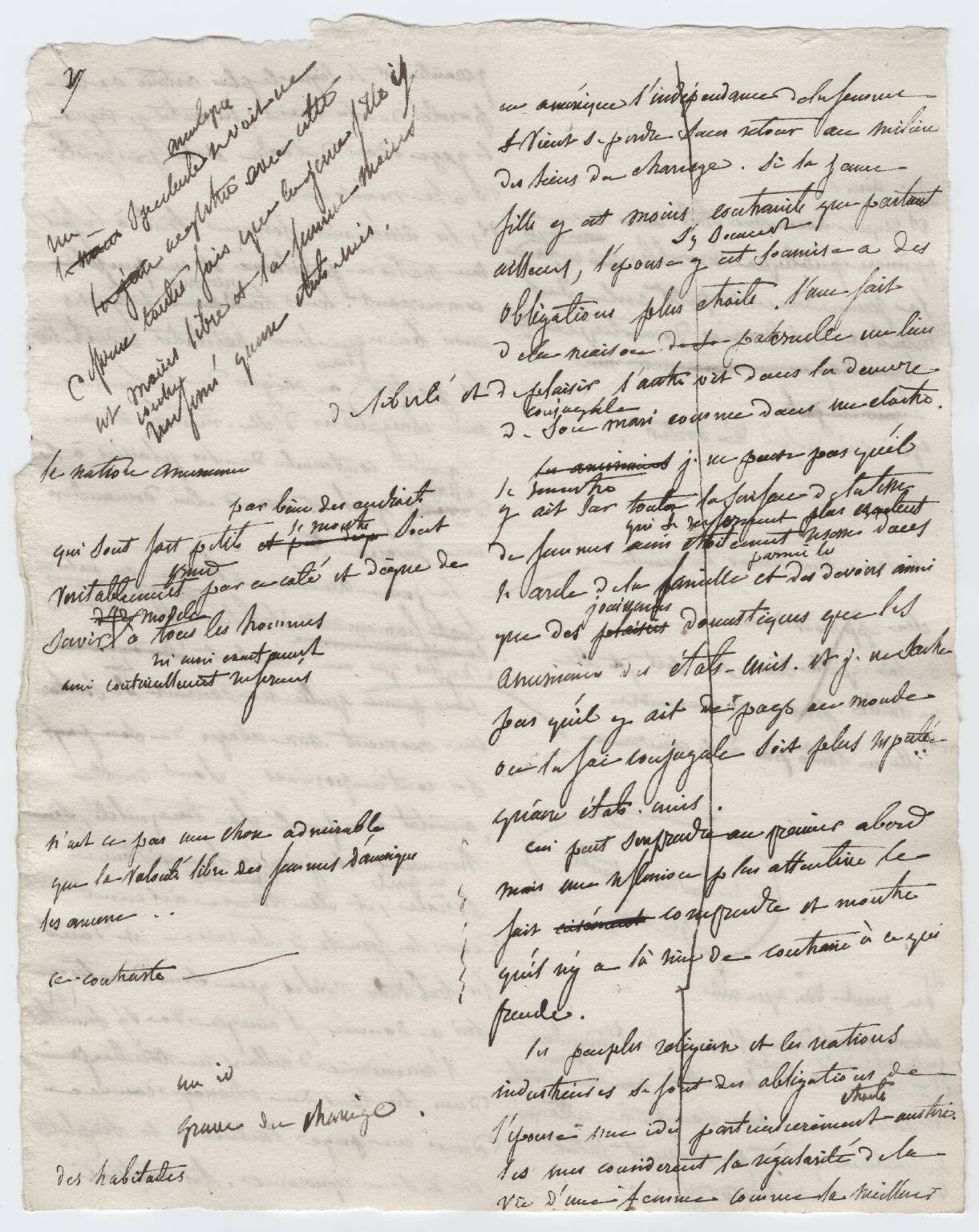
Blad uit het door De Tocqueville handschreven manuscript van De la démocratie en Amérique

De la démocratie en Amérique (Nederlands: Over de democratie in Amerika) is het bekendste werk van de Franse politieke filosoof Alexis de Tocqueville (1805-1859). Het eerste volume verscheen in 1835, het tweede en laatste verscheen in 1840.

## Omschrijving
In 1831-1832 hadden Alexis de Tocqueville en zijn vriend Gustave de Beaumont een negen maanden durende studiereis naar de Verenigde Staten van Amerika gemaakt. Deze reis was de belangrijkste bron van informatie voor dit boek, dat niet alleen een uitvoerige beschrijving omvat van het hele Amerikaanse maatschappelijke leven, maar ook een grondige beschrijving van de moderne democratie als zodanig. Regelmatig wordt de vergelijking getrokken met de toestand in Europa, vaak specifiek in Frankrijk.
Meteen na het uitkomen werd het boek razend populair in zowel de Verenigde Staten als Europa, vooral Frankrijk, en is het een klassiek werk geworden. Vooral de Tocquevilles voorspellingen dat een mogelijke afschaffing van slavernij zou leiden tot een Amerikaanse Burgeroorlog en dat de Verenigde Staten en Rusland zouden uitgroeien tot elkaar heftig beconcurrerende supermachten (in de Koude Oorlog) bleken correct en getuigen daarom van zijn groot inzicht. Hij onderschatte echter de Amerikaanse literaire renaissance en interesse voor wetenschappelijke vooruitgang.
De Tocqueville was weliswaar een groot voorstander van democratie, maar hij voorspelde een gewelddadige partijstrijd, de onderschikking van het oordeel van wijzen aan de vooroordelen van onwetenden en de tirannie van de meerderheid.